# Mary Kreutzer
Mary Kreutzer (* 1970 in Wels) ist eine österreichische Politikwissenschafterin und Journalistin mit den Schwerpunkten Frauenrechte, Entwicklungspolitik und Flucht.

## Leben
Mary Kreutzer wuchs in Guatemala auf und studierte in Wien Politikwissenschaft, Geschichte und Dolmetschen. Sie ist Redakteurin des Magazins der „Österreichischen Liga für Menschenrechte“ (liga) und Mitbegründerin und Obfrau der Organisation „Liga für emanzipatorische Entwicklungszusammenarbeit“ (LeEZA, ausgesprochen Lisa). Diese österreichische NGO unterstützte seit 2003 u. a. im Irak mehrere Frauenzentren, einen freien Radiosender und eine Kampagne gegen die Beschneidung weiblicher Genitalien. In der Türkei unterstützt LeEZA ein Frauenzentrum für intern Vertriebene in Diyarbakir und ein Frauenhaus in Tunceli. Seit 2013 unterstützt LeEZA ein Frauenzentrum in Syrien (Rojava, Amude), ist aber auch in Europa für die Rechte von Asylbewerbern und in der Informationsarbeit über den Irak, Türkei, Syrien, den Sudan und andere Staaten der Region aktiv.
2008 produzierte sie im Rahmen der „Gesellschaft für kritische Antisemitismusforschung“ einen Dokumentar-Film über das Leben des österreichischen Journalisten Karl Pfeifer, der als Kind vor den Nationalsozialisten nach Palästina flüchtete und im israelischen Unabhängigkeitskrieg kämpfte.
Kreutzer war einige Jahre lang Redakteurin und Radiomacherin beim Multimediaprojekt Context XXI und unterstützt die NGO-Plattform „Export Credit Agencies-Watch“ (ECA Watch), einer internationalen NGO, die sich unter anderem gegen den Bau des Ilısu-Staudamm in der Osttürkei engagiert. Sie unterstützt die Solidaritätsliste gegen Abschiebung. und ist im Vorstand der Österreichischen Gesellschaft für Kurdologie/Europäisches Zentrum für kurdische Studien sowie im Beirat des „Netzwerk für Sozialen Zusammenhalt. Prävention, Deradikalisierung und Demokratie“ aktiv.

## Sonstiges
Am 9. März 2005 störte eine Gruppe von Mitgliedern der trotzkistischen Gruppe Arbeiter*innenstandpunkt eine Veranstaltung der Stop-the-Bomb-Kampagne im Wiener Kulturzentrum Café 7stern. Dabei wurde Mary Kreutzer als Besucherin von Michael Pröbsting, einem der damaligen Sprecher der Gruppe, tätlich angegriffen und verletzt. Im März des Folgejahres wurde dieser dafür wegen Körperverletzung verurteilt.

## Schriften
Diplomarbeit
- Marianne Kreutzer: Die NSDAP-AO in Lateinamerika am Beispiel der Landesgruppe der NSDAP in Guatemala. Universität Wien, 2003.

Monografien
- In Freiheit leben, das war lange nur ein Traum: Mutige Frauen erzählen von ihrer Flucht aus Gewalt und moderner Sklaverei. mit Alicia Allgäuer. Lea Ackermann, 2010, ISBN 978-3-466-30878-1.
- ZusammenReden – Debatten über Integration in österreichischen Kommunen. mit Alicia Allgäuer und Thomas Schmidinger. 2010, ISBN 978-3-902282-32-3.
- Ware Frau. Auf den Spuren moderner Sklaverei von Afrika nach Europa. mit Corinna Milborn. 2008, ISBN 978-3-902404-57-2.
- Irak. Von der Republik der Angst zur bürgerlichen Demokratie? mit Thomas Schmidinger. 2004, ISBN 3-924627-85-1.
- Niederlagen des Friedens: Gespräche und Begegnungen in Guatemala und El Salvador. mit Thomas Schmidinger. 2002, ISBN 3-9808498-0-5.

Artikel
- Viva Osama. Lateinamerikas Linke und ihr Feindbild USA. mit Wolf-Dieter Vogel In: iz3w. 21. Mai 2003
- Marianne Kreutzer, Thomas Schmidinger: Soldatische Männer/Männerphantasien. In: Staatliche Netzwerke parastaatlicher und paramilitärischer Akteure (EvaKreisky.at).
- A letter from Israel In: Democratiya. Nr. 7, Winter 2006 (pdf. engl.)
- Kärnten Down Under. Der oft verschwiegene Beitrag Kärntens zum Massenmord an Jüdinnen und Juden im besetzten Polen. In: Volksstimme. [23/7. Juni 2001]
- Vergesst uns nicht und vergesst nicht unsere Mörder! Simon Wiesenthal ist tot. In: liga. 3/2005.
- Kein Zugang für Parteifürsten In: Jungle World. [12, 22. März 2006]
- Vereint sterben? Vereint leben! Familienzusammenführung, drei Geschichten aus Österreich. In: liga. 4/2005.
- Sogar am Erdbeben waren wir Juden schuld! Antisemitismus in Mexiko In: Aufbau.The transatlantic Jewish Paper [Vol. LXIS No. 14, 24. Juli 2003]
- „Meine Tochter fasst niemand an!“ Über den Kampf gegen weibliche Genitalverstümmelung im Nordirak. In: Frauensolidarität. Juni 2005.
- Hamas-Effekt im Nordirak. In: Die Furche. Nr. 13, 30. März 2006.
- Reaktionäre Islamisten als Verbündete? In: Die Presse, 6. Februar 2007.
- Metastasen des Antisemitismus. In: NU. Nr. 28/2007
- Business mit der Ware Frau In: Die Standard
- Die Zuhälterinnen In: Frankfurter Rundschau, 24. März 2008.
- Mandäer auf der Flucht: „In Bagdad haben sie schon unsere Gräber geschaufelt“ In: Die Presse.
- Al-Qaidas schlimmster Albtraum In: Die Presse. 7. März 2014
- Leben im Belagerungszustand. Flüchtlinge im Norden Syriens. In: asyl aktuell 1/2014
- Sterben, ohne Bagdad noch einmal zu sehen. Flucht und Migration im Kontext der Trauer In: Leidfaden. Fachmagazin für Krisen, Leid, Trauer. 4. Jahrgang, 3/2015, ISSN 2192-1202

## Auszeichnungen
- 2002: Eduard-Ploier-Radio-Preis, Kategorie Bildung und Wissenschaft[10]
- 2008: Concordia-Preis für Menschenrechte[11]
- 2009: European Journalist Award for Excellence in Journalism[12]
- 2009: Nominierung als bestes Wissenschaftsbuch 2009[13]
- 2010: European Journalist Award for Excellence in Journalism
- 2013: Elfriede-Grünberg-Preis der Welser Initiative gegen Faschismus